# 黄达华
丹斯里黄达华（英語：David Wong Dak Wah，1953年8月20日—），马来西亚律师、法官，第5任沙巴及砂拉越高等法院大法官，于2018年受委。他于2020年正式退休。